# Fanny Brate
Fanny Ingeborg Matilda Brate, de soltera Ekbom, (Estocolmo, 26 de febrero de 1862 - ibídem, 24 de abril de 1940) fue una pintora sueca. Sus obras influenciaron a Carl Larsson en sus acuarelas sobre la vida familiar idílica.

## Biografía
Fanny Brate fue hija del matrimonio formado por John Frederic Oscar Gustaf Ekbom, que trabajaba para el príncipe Carlos, duque de Västergötland, y Henriette Alexandrine Dahlgren. En 1880, a la edad de 18 años, fue aceptada en la Real Academia Sueca de las Artes, tras haberse graduado en el Konstfack. En 1887 contrajo matrimonio con el runólogo Erik Brate (1857-1924), con quien tuvo cuatro hijas: Astrid (1888–1929), Torun (1891–1993), Ragnhild (1892–1894) e Ingegerd (1899–1952). Tras el matrimonio Brate se vio forzada a dejar la pintura, pero continuó participando en el mundo artístico sueco como mecenas de otros artistas. 

## Obras

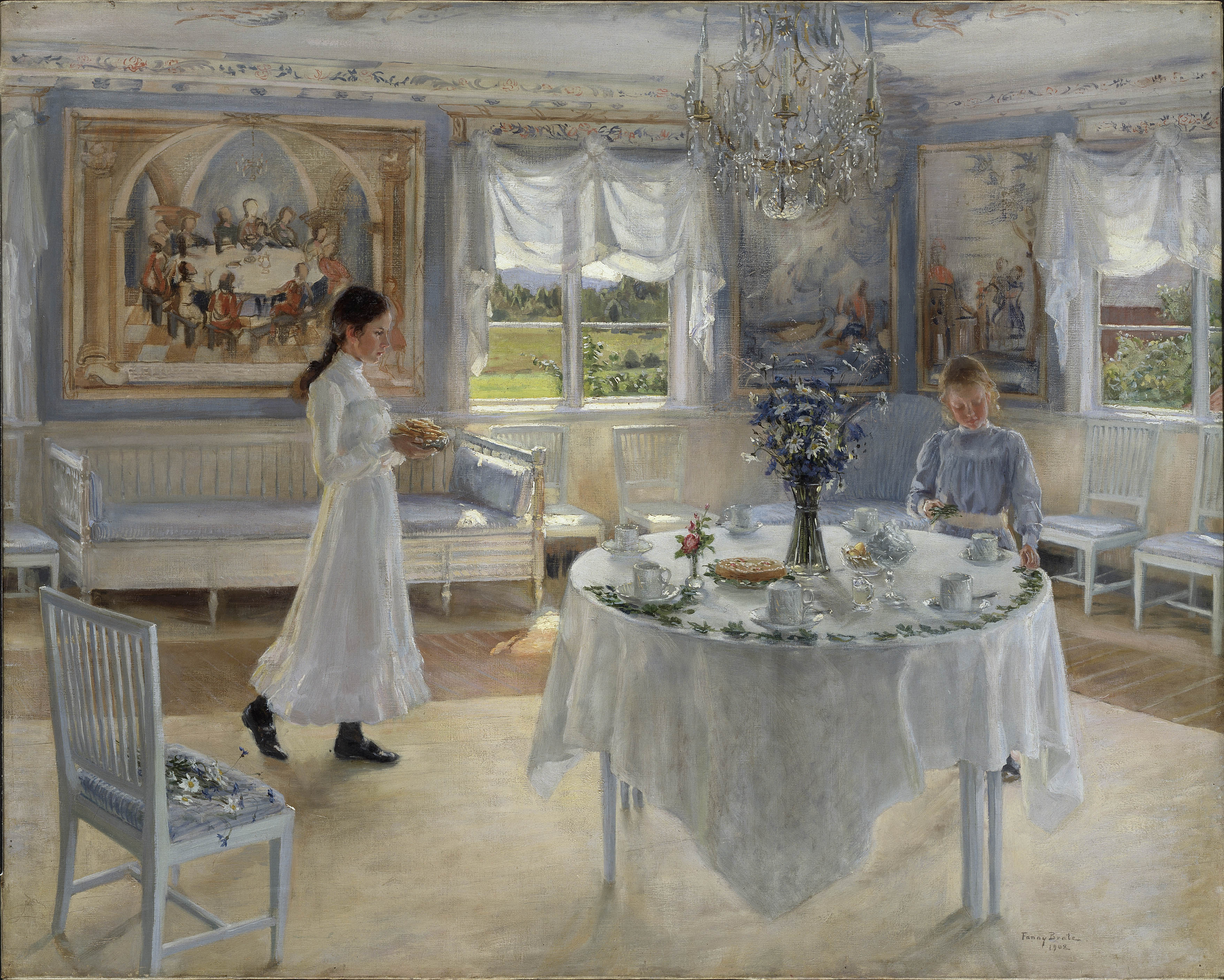
Namnsdag ("Un día de celebración"), óleo sobre lienzo, 1902.

En 1885 recibió una Medalla Real en reconocimiento por su hábil obra Konstvänner ("Amigos del arte"), la cual retrata a la propia Brate rodeada por una multitud de niños.
Es más conocida, sin embargo, por Namnsdag ("Un día de celebración"), pintada en 1902 y que se exhibe actualmente en el Museo Nacional de Estocolmo.
Además, Fanny Brate ilustró varios libros infantiles, como Mormors eventyr ("Las aventuras de la abuela").
El Museo Nacional organizó en 1943 una exposición memorial en la que se exhibieron 126 obras de su autoría. Trabajó tanto óleo como acuarelas. Su trabajo tiene un valor de patrimonio cultural significativo, ya que representa la vida de la burguesía sueca en el siglo XIX.

## Galería

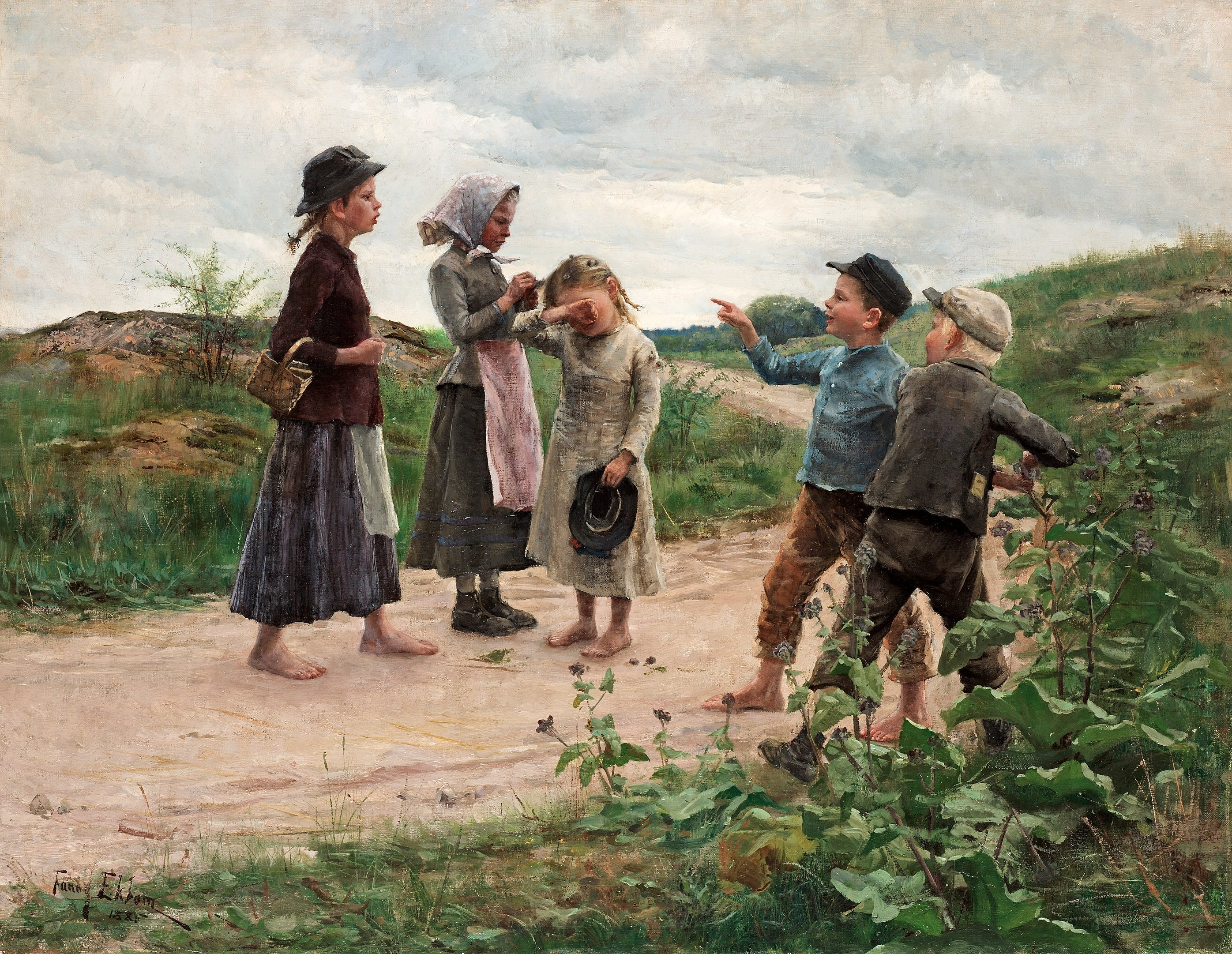
Retstickor ("La burla"), 1885.
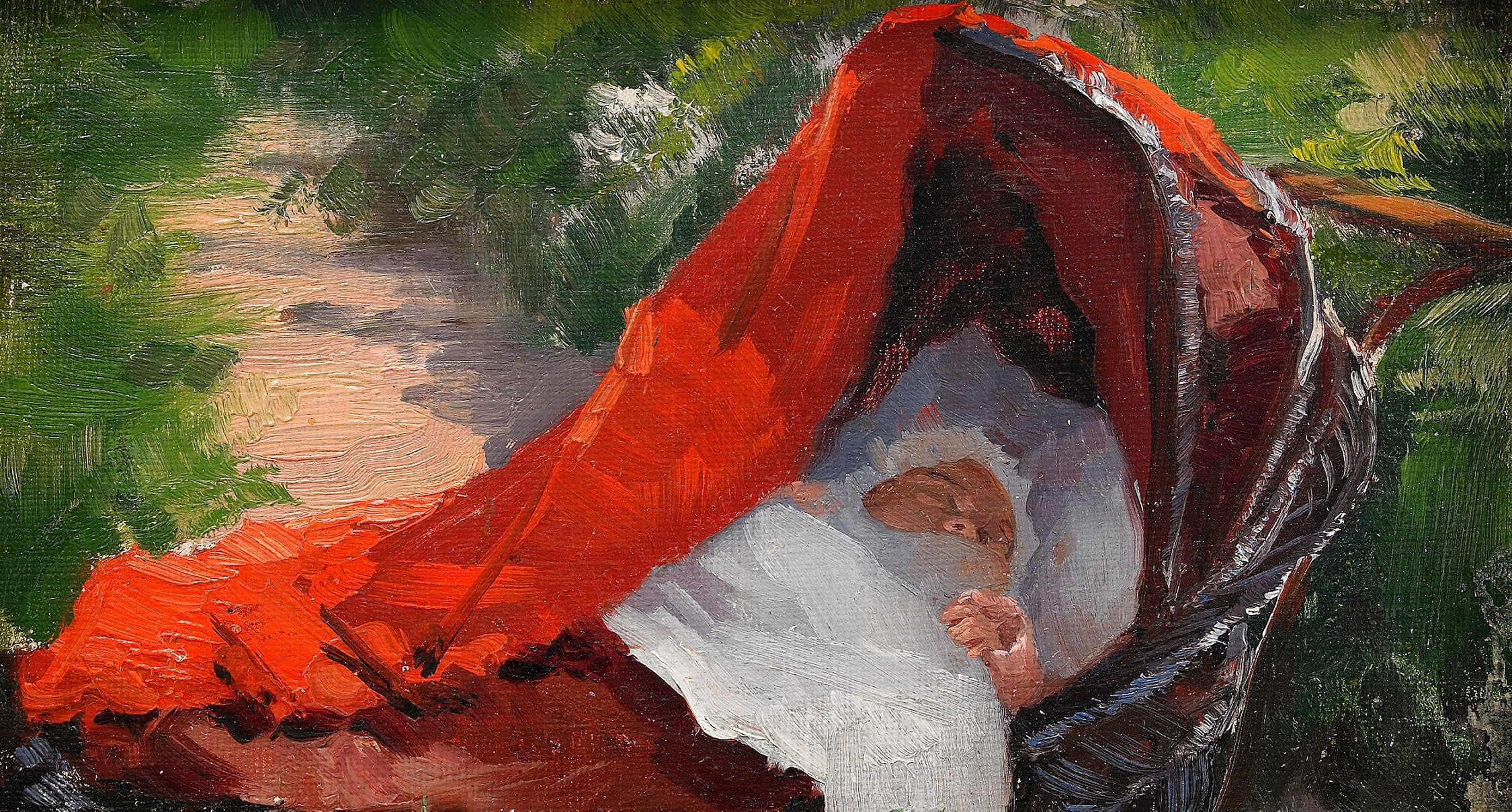
Sov så sött - baby i barnvagn ("Dulces sueños - bebé en cochecito"), 1889.
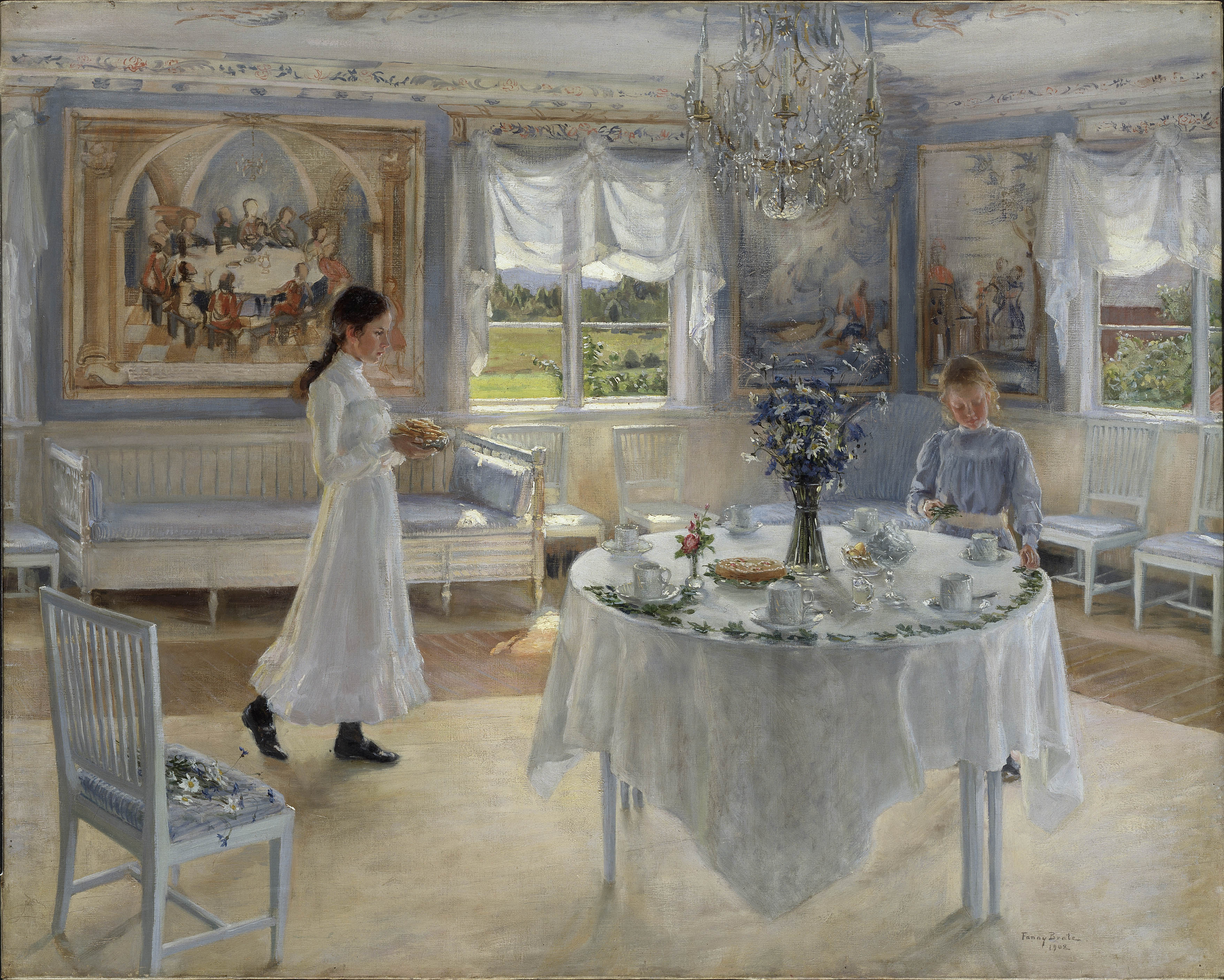
Namnsdag ("Un día de celebración"), óleo sobre lienzo, 1902.
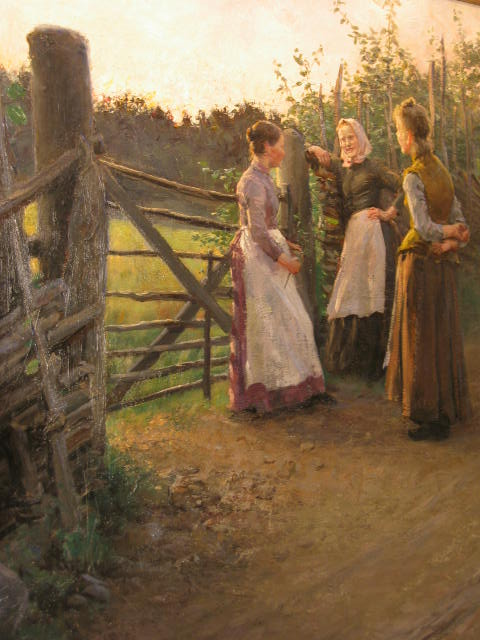
En ledig stund ("Un momento libre") o Musse, 1892.

## Exposiciones
- Müsse el Grinden Internationale Kunstausstellung (Múnich, 1892).
- Grosse Kunstausstellung (Berlín, 1900).
- "El arte femenino" (Den kvinnliga konsten) en la exposición de la Svenska konstnärernas förening (Asociación de Artistas Suecas) (1909).
- Liljevalchs konsthall "Fueron a París" (They went to Paris).